# ارين كريستي
ارين كريستي (بالإنجليزية: Warren Christie)‏ (و. 1975 – م) هو ممثل، من المملكة المتحدة، ولد في بلفاست.

## وصلات خارجية
- ارين كريستي على موقع IMDb (الإنجليزية)
- ارين كريستي على موقع ألو سيني (الفرنسية)
- ارين كريستي على موقع أول موفي (الإنجليزية)
- ارين كريستي على موقع إن إن دي بي (الإنجليزية)
- ارين كريستي على موقع قاعدة بيانات الفيلم (الإنجليزية)
- ارين كريستي على موقع كينوبويسك (الروسية)